# Glaucostegus
Glaucostegus là một chi cá đuối trong họ Rhinobatidae.

## Các loài
- Glaucostegus granulatus Cuvier, 1829
- Glaucostegus halavi Forsskål, 1775
- Glaucostegus typus Anonymous referred to E. T. Bennett, 1830